# Narożnica nosata
Narożnica nosata (Megophrys nasuta) – gatunek płaza z rodziny Megophryidae występujący w lasach południowej Azji – od Himalajów po wyspy Indonezji.

## Wygląd
Samice długości ok. 12,5 cm, samce połowę mniejsze. Skóra szara lub brązowa, grzbiet ciemniejszy od brzucha. Duża, kanciasta głowa.

## Tryb życia
Bardzo skryte zwierzęta, chowające się przy najmniejszej oznace niebezpieczeństwa. Żywią się pająkami, młodymi gryzoniami, jaszczurkami i innymi żabami. Czasami jedzą także kraby i skorpiony.

## Rozmnażanie
Samica składa stosunkowo mało dużych jaj i umieszcza je pod skałami lub kłodami, częściowo lub całkowicie zanurzonymi w wodzie. Jeśli skrzek wystaje ponad powierzchnię, opuszcza się pod wodę na cienkiej nici z galaretowatej substancji otaczającej jaja.